# 1948年4月23日月食
1948年4月23日月食为一次在协调世界时1948年4月23日出現的月偏食。該次月食半影食分為1.042、全影食分為0.028。偏食維持了19分。

## 概述
這次月食的食分是14.10，偏食維持了19分。

## 基本參數
- 類型：月偏食
- 食甚資料：
  - 日期：1948年4月23日
  - 時間：13:39
  - 月球位置：赤經14.10度、赤緯-11.7度
  - 食分：半影食分：1.042、全影食分：0.028
  - 持續時間：偏食19分

## 外部連結
- NASA月食專頁（页面存档备份，存于）（英文）